# Davis City (Iowa)
Davis City – miasto w Stanach Zjednoczonych, w stanie Iowa, w hrabstwie Decatur.

## Demografia
W 2000 liczyło 275 mieszkańców. W 2023 liczba mieszkańców spadła do 179 osób, a gęstość zaludnienia poniżej 120 osob/km².